# 大原隧道・東隧道
大原隧道（おおはらずいどう）および東隧道（あずまずいどう）は、いずれも昭和初期に横浜市に建設された、全国的に珍しい水道幹線路と公道併用のトンネル。現在でも主要な水道施設として使われている。両トンネルは同時期に同用途で作られ、デザインも似ていることから、兄弟トンネルとも呼ばれている。

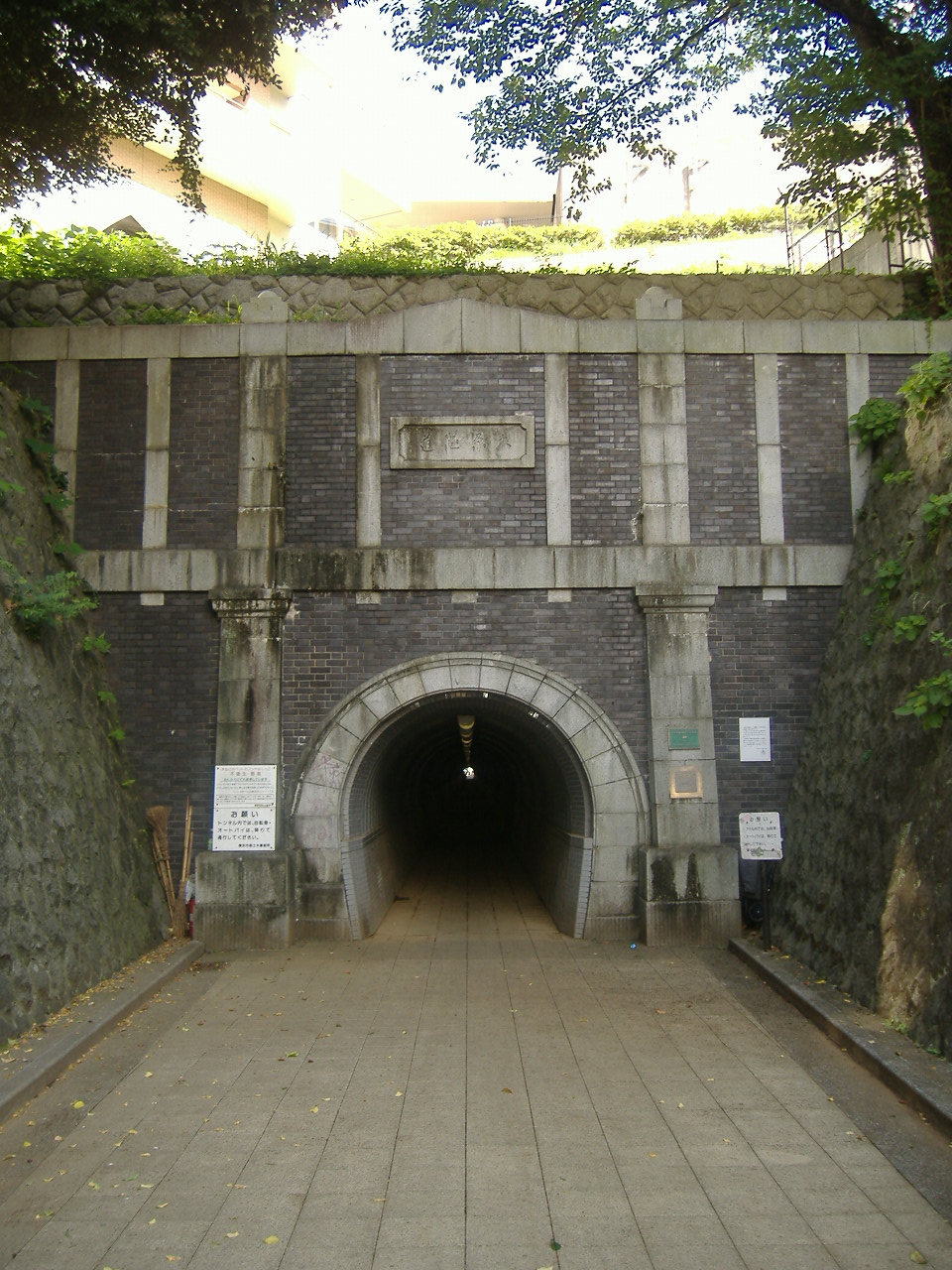
大原隧道南側坑門

## 大原隧道
大原隧道は、清水ケ丘公園の下を通り、横浜市南区の清水ケ丘と南太田とを結ぶ歩行者・自転車用トンネル。関東大震災復興事業として横浜市水道局により1927年6月に着工、翌年7月に完成した。総工費は当時の金額で72,564円40銭。全長254m、高さ3.62m、幅2.44mで、西谷浄水場から蒔田・磯子方面への水道本管を併設している。坑門はフランス積みにした紫褐色の焼過煉瓦と花崗岩による独特のデザインで、2000年に横浜市認定歴史的建造物、2006年に土木学会選奨土木遺産に選定された。

## 東隧道

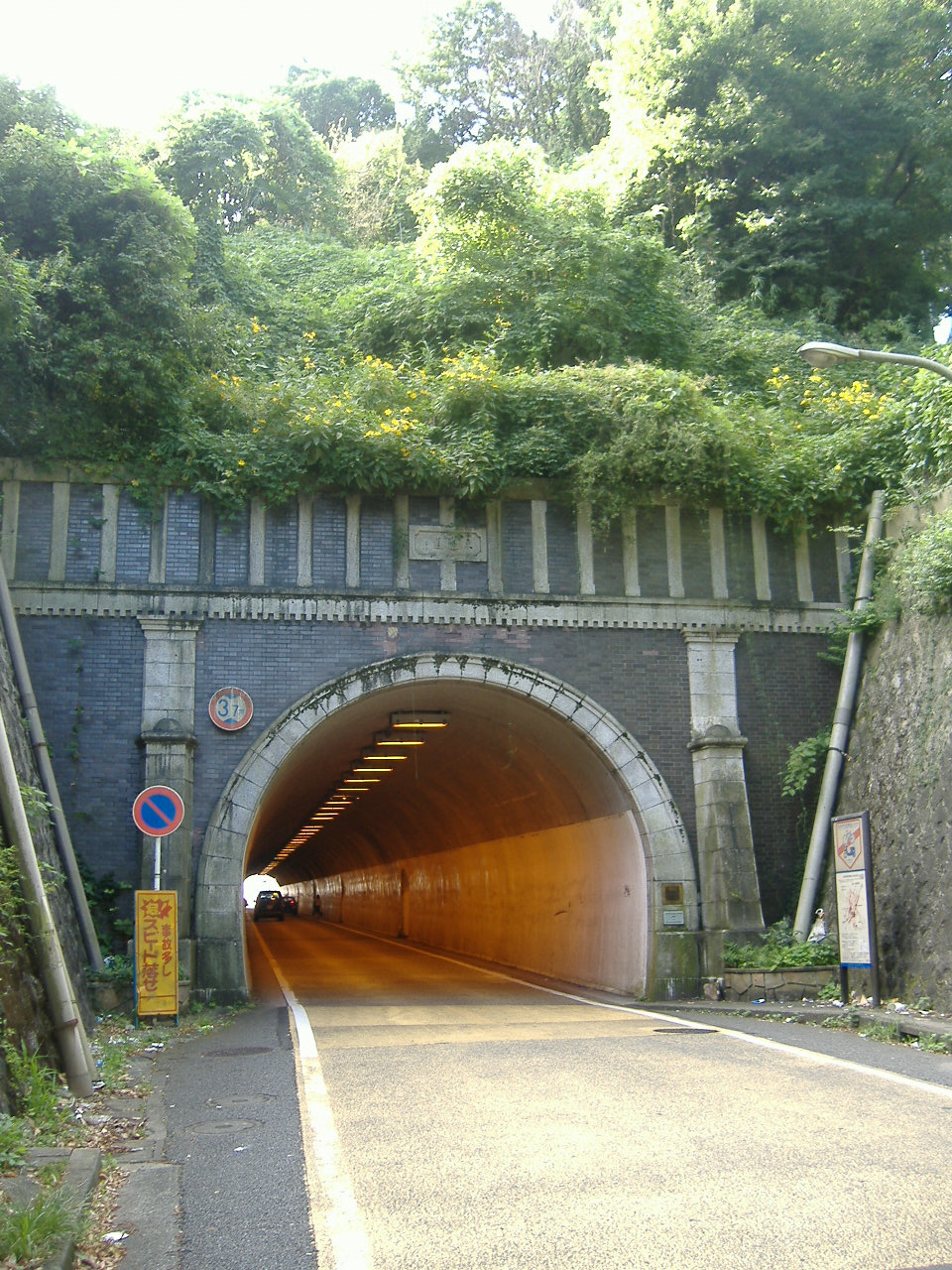
東隧道北側坑門

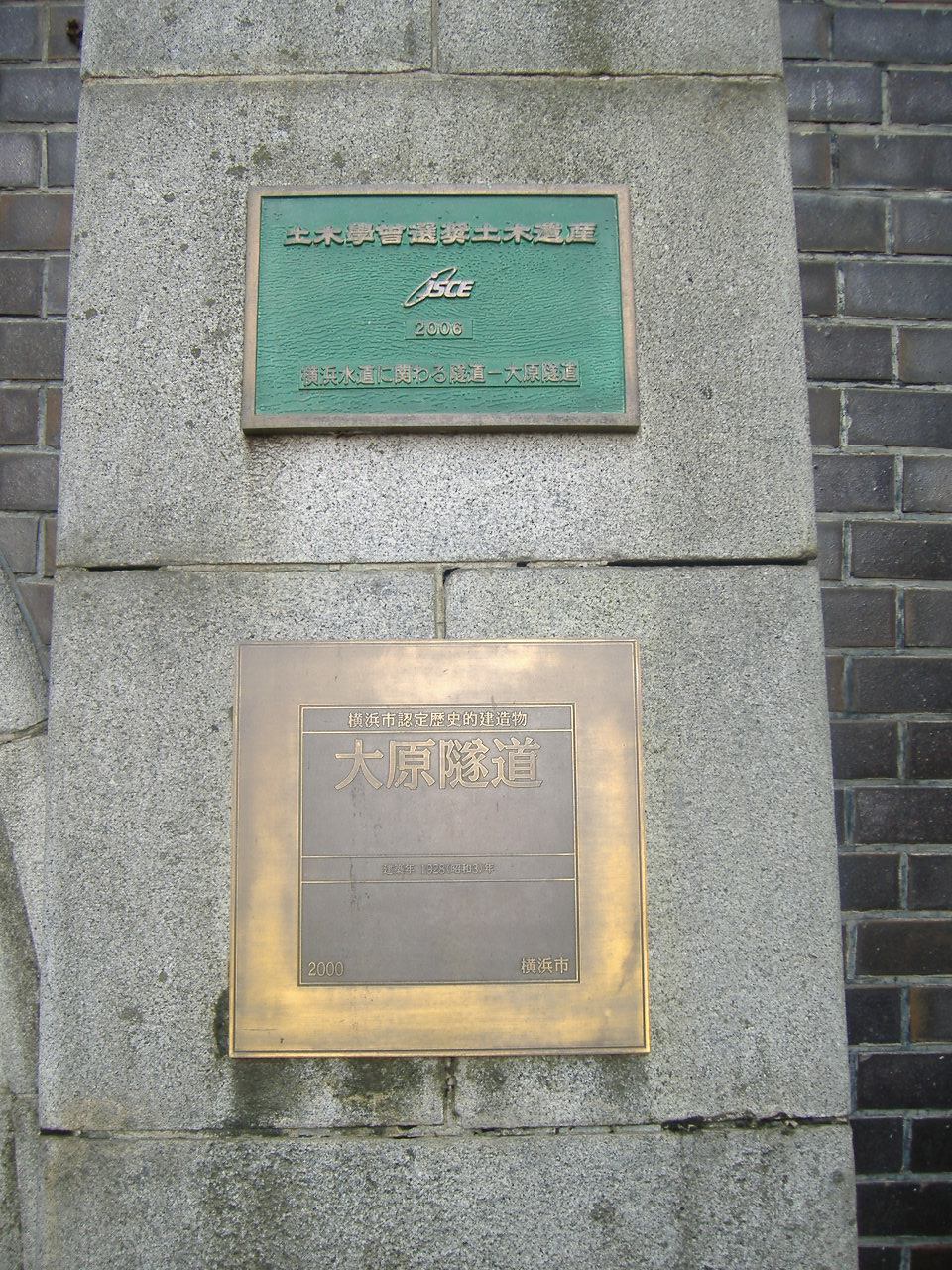
大原隧道の横浜市認定歴史的建造物および土木学会選奨土木遺産選定を表す銘板

東隧道は、大原隧道から約600m北の保土ケ谷区岩井町にあるトンネル。大原隧道と同様水道管敷設のために作られ、似たデザインが採られている。1930年に完成し、現在では保土ケ谷駅と岩井町南部・清水ヶ丘の住宅街や聖隷横浜病院とを結ぶ生活道路となっている。延長168.7m、高さ6.3m、幅5.7mで自動車の通行が可能だが、狭隘で歩道もないため、走行・歩行には注意を要する。鉄道のトンネルの様に所々に待避所が設けられている。特に、本数は少ないが路線バス経路でもあるため、この隧道を大型路線バスが走行している。大原隧道と同時に横浜市認定歴史的建造物・土木学会選奨土木遺産に選定された。

## 座標
- 大原隧道 北緯35度26分20.1秒 東経139度36分23.3秒 / 北緯35.438917度 東経139.606472度
- 東隧道 北緯35度26分41秒 東経139度36分8秒 / 北緯35.44472度 東経139.60222度